# Heidi Z'graggen
Heidi Z'graggen, née le 1er février 1966 à Silenen (originaire de Gurtnellen), est une femme politique suisse, membre du Centre et conseillère aux États du canton d'Uri.

## Biographie

### Formation et carrière professionnelle
Enseignante primaire de formation (diplôme d'enseignante obtenu à Rickenbach), elle exerce à Silenen dans le canton d'Uri. En plus d'y enseigner à tous les niveaux de l'enseignement primaire, elle étudie les sciences politiques (matières mineures en administration des affaires et histoire) dans les universités de Berne et Genève.
Après avoir obtenu sa licence, elle travaille comme assistante de recherche à l'université de Berne et obtient son doctorat avec une thèse sur la professionnalisation des parlements en comparaison historique et internationale. De 2002 à 2004, elle enseigne également l'économie et le gouvernement dans une école de commerce privée à Berne.

### Vie privée
Originaire de Gurtnellen et née à Silenen, elle vit à Erstfeld. Elle entretient une relation avec un entrepreneur et homme politique membre de l'Union démocratique du centre, Bruno Dobler.

## Parcours politique
Elle préside le Parti démocrate-chrétien (PDC) du canton d'Uri entre 2000 et 2005 et siège à la direction du PDC suisse entre 2006 et 2016,.
En 2004, elle est élue conseillère d’État du canton d'Uri et prend la tête du département de la justice. Réélue en 2008, 2012 et 2016, elle sert également comme vice-présidente du gouvernement (Landesstatthalter) de 2012 à 2014 puis comme présidente (Landammann) de 2014 à 2016.
Elle préside la Conférence des gouvernements de Suisse centrale en 2016-2017. À partir de 2018, elle préside la Commission fédérale de la protection de la nature et de la sécurité intérieure,.
En mars 2010, Z'graggen est battue par l'indépendant Markus Stadler lors d'une élection pour un siège au Conseil des États. Le 18 octobre 2018, à la suite du retrait de Doris Leuthard, elle annonce sa candidature pour lui succéder au Conseil fédéral. Elle est retenue le 16 novembre par son parti pour l'élection sur un ticket à deux avec Viola Amherd, mais échoue dès le premier tour de l'élection remportée par sa colistière.
Elle est élue lors des élections fédérales d'octobre 2019 au Conseil des États, où elle succède à son camarade de parti Isidor Baumann. Elle y est membre de la Commission de gestion (CdG), de la Commission des affaires juridiques (CAJ) et de la Commission des institutions politiques (CIP).